# Lysica
Lysica (Hongaars: Trencsénladány) is een Slowaakse gemeente in de regio Žilina, en maakt deel uit van het district Žilina.
Lysica telt 835 inwoners.